# Come with Me
Come with Me is de debuutsingle van de Duitse dj Special D uit 2003. Het stond in hetzelfde jaar als derde track op het album Reckless.

## Achtergrond
Come with Me is geschreven door Jörn-Uwe Fahrenkrog-Petersen, Nena Kerner, Rolf Brendel en Dennis Horstmann en geproduceerd door Special D. Het is een adaptatie van het lied Nur geträumt van Nena uit 1982. Het lied betekende de doorbraak van Special D, die later nog hitnotering zou hebben met onder andere Home Alone en Nothin I Won't Do. Come With Me behaalde internationaal twee top tien noteringen; één in het Verenigd Koninkrijk en één in de Nederlandse Single Top 100. In de andere hitlijst van Nederland, de Top 40, kwam het tot de achttiende positie en werd Dancesmash op Radio 538.